# Rastislav Staňa
Rastislav Staňa, född 10 januari 1980 i Košice i dåvarande Tjeckoslovakien, är en slovakisk professionell ishockeymålvakt som spelar för HC Sparta Prag.
Staňa väger 88 kg och är 186 cm lång. Han har spelat för bland annat Södertälje SK i Elitserien. Lördagen den 6 maj 2006 meddelade Malmö Redhawks att Staňa skrivit ett tvåårskontrakt med klubben, men han blev dock sparkad redan under sitt första år i klubben efter att ha underpresterat. Han köptes efter det upp av Linköping HC där han spelade säsongen ut och säsongen därpå. Staňa har spelat 6 NHL-matcher i Washington Capitals.
I Linköping gjorde Staňa succé i Elitserien säsongen 2006–07 och lyfte hela laget med sitt inspirerande spel. Han hade bäst räddningsprocent i hela slutspelet med 93,20% och blev utsedd till slutspelets bästa målvakt. På andra plats kom en annan slovak, nämligen Karol Križan. Han fortsatte hos LHC även säsongen 2007–08 och höll sin första nolla i matchen mot Mora i 11:e omgången.
Staňa fick lämna Linköping HC inför säsongen 2008–09 och hans nya klubb blev Severstal Tjerepovets i KHL. Staňas efterträdare i Linköping HC blev Daniel Henriksson som spelat i Färjestads BK och vunnit SM-guld en gång och VM-guld en gång. Rastislav Staňa och Fredrik Norrena konkurrerar om vem som är Linköpings bästa målvakt genom tiderna.
2008 skrev Staňa på för Severstal Tjerepovets där han spelade tre säsonger. Sommaren 2011 skrev han på ett tvårskontrakt för CSKA Moskva.

## Klubbar
- Calgary Hitmen
- Moose Jaw Warriors
- Portland Pirates
- Richmond Renegades
- Washington Capitals
- Södertälje SK
- Malmö Redhawks
- Linköping HC
- Severstal Tjerepovets
- CSKA Moskva

Moderklubb: HC Košice

## Meriter
- VM-guld 2002
- VM-brons 2003
- SM-silver 2007, 2008 med LHC